# Baniana cohaerens
Baniana cohaerens är en fjärilsart som beskrevs av Max Wilhelm Karl Draudt 1950. Baniana cohaerens ingår i släktet Baniana och familjen nattflyn. Inga underarter finns listade i Catalogue of Life.